# Lac La Croix Indian Pony
Lac La Croix Indian Pony är en hästras som utvecklades under 1800-talet i Kanada av kråkindianer som levde i närheten av sjön Lac La Croix i provinsen Ontario. Sjön har även gett ponnyn dess namn. Rasen är idag kritiskt utrotningshotad även om ett program har startats för att rädda ponnyn. Rasen är ganska primitiv men ponnyerna är mycket sunda och härdiga. 

## Historia
Lac La Croix Indian Pony utvecklades under 1800-talet av de kråkindianer som var bosatta i reservaten runt sjön Lac La Croix. Som bas använde man mycket små exemplar av den kanadensiska hästen som korsades med tillfångatagna spanska mustanger från sydvästra USA. 
Under mitten av 1900-talet försvann efterfrågan helt på de små ponnyerna när samhället och jordbruken mekaniserades. Aveln i reservaten avslutades helt och under 1960-talet släpptes flocken lös i skogarna för att själva lära sig att hitta föda. Detta ledde dock till att naturen runt sjön blev söndertrampad av det stora antalet ponnyer och under vintern när sjön frös till is kunde ponnyerna vandra över sjön till samhällena där de förstörde plantager och stal mat. Regeringen bestämde att ponnyerna skulle skjutas av. 1977 återstod enbart fyra ston och rasen var kritiskt utrotningshotade då inga hingstar fanns kvar. 
Ryktet om den hotade rasen hade dock spridit sig ner till USA och i februari 1977 åkte fem män från Minnesota upp till reservatet för att försöka rädda ponnyerna. Männen förvånades över att de fyra stona var i så god kondition och var så pass vänliga trots att de inte livit hanterade av människor på minst 8-10 år. De fyra stona transporterades till Missouri där de korsades med spanska mustanghingstar, då den spanska mustangen en gång ingått i utvecklingen av rasen. 
Idag har antalet ponnyer ökat till ca 100 stycken men rasen är fortfarande kritiskt utrotningshotad. Lac La Croix-hästarna har dock blivit erkända som en egen ras och som ett unikt historiskt arv och är under beskydd från föreningen "Rare Breeds Canada" som försöker rädda rasen. Idag avlas största delen av den totala stammen åter igen i Kanada, men även i norra USA. 

## Egenskaper

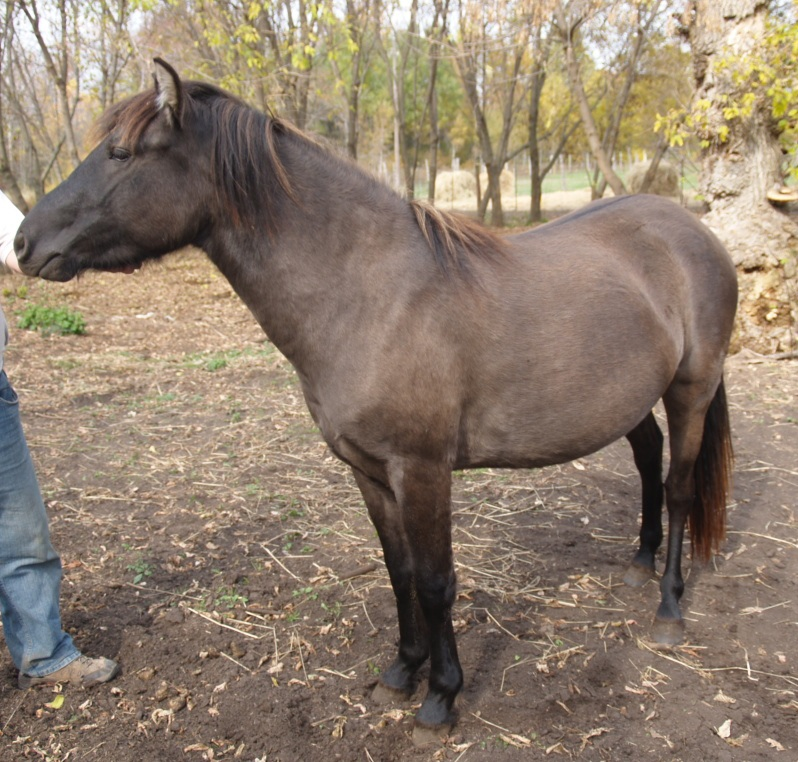
Lac La Croix-ponnyerna finns i två olika typer, som här typ B som har ett mer primitivt utseende.

Den ursprungliga Lac La Croix-ponnyn har beskrivits som en mycket snarlik men mindre kopia av den gamla kanadensiska hästen. Idag finns det två olika typer av Lac La Croix Indian Pony. 
- A - Visar ett större inflytande av den kanadensiska hästen, ett bevis på att de gamla generna har haft störst genomkraft hos individen. Dessa liknar mest de gamla indianponnyerna.

- B - Visar större inflytande från den spanska mustangen och har således mer influens av de nyinkorsade hästarna. Typ B ger intrycket av att vara något mindre och lättare i typen än Typ A.

Överlag är hästarna mycket primitiva och visar ofta upp primitiva färger och tecken, exempelvis blackfärgen, zebratecken på benen och ål, en mörkare rand längs ryggraden. Men alla färger utom de brokiga som skäck och tigrerad är tillåten. Hästarna får även ha vita tecken, så länge dessa inte är för stora. Typ A har oftare mörkare färger än typ B och det visar på större influenser från de gamla ponnyerna då dessa överlag var mörka. 
Huvudet hos ponnyn är ganska litet och smalt, dock med en bred panna och en rak eller utåtbuktande nosprofil. Nacken är lätt böjd och väl musklad medan bogen är ganska smal mot halsen. Man och svans är oftast långa med kraftigt tagel som ibland kan bli lätt vågigt. Ponnyerna är kända för att ha mycket starka skenben och stenhårda hovar. 
Stona är oftast mindre än hingstarna med en mankhöjd på ca 125-135 cm medan hingstarna ofta inte blir under 130 cm. Ponnyerna överskrider aldrig 148 cm över manken. Ponnyerna är utvecklade i en tuff, svårgenomkomlig skogsterräng och är därför säkra på foten och mycket modiga. De är energiska men lätthanterliga och vänliga. Hästarna har även visat sig vara mycket intelligenta och lättlärda med stor arbetsvilja. Ponnyerna är lämpliga både som rid- och körhästar. Rasen är även billig i drift och klarar sig på magert bete och lite foder. 